# Museo archeologico dell'agro nocerino
Il Museo Archeologico Provinciale dell'Agro Nocerino sito a Nocera Inferiore è stato inaugurato nel 1964 per ospitare la collezione "Pisani" formati da reperti archeologici provenienti dalle tombe protostoriche di San Marzano sul Sarno, nonché i reperti provenienti dagli scavi della Direzione dei Musei Provinciali, che ha lavorato dal 1957 in poi presso le necropoli di località Pareti di Nocera Superiore, non lontano dal teatro ellenistico-romano di Nuceria Alfaterna ed alcuni materiali provenienti da una collezione civica di Angri.
Il museo è ospitato presso un'ala del trecentesco convento di Sant'Antonio.

## La struttura e le collezioni
Il museo è formato da quattro sale, precedute da un lungo corridoio d'ingresso e da una scalinata. Un tempo queste sale erano parte della confraternita dell'Immacolata, un tempo parte della zona inferiore della chiesa medievale di San Francesco.

### Galleria d'ingresso

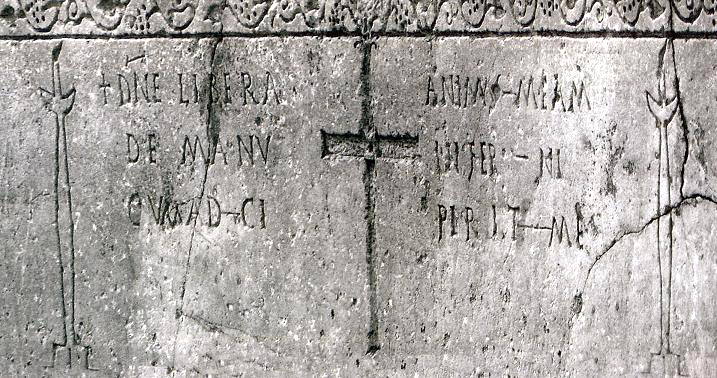
Il sarcofago di III secolo con iscrizione cristiana realizzata nel VI secolo.

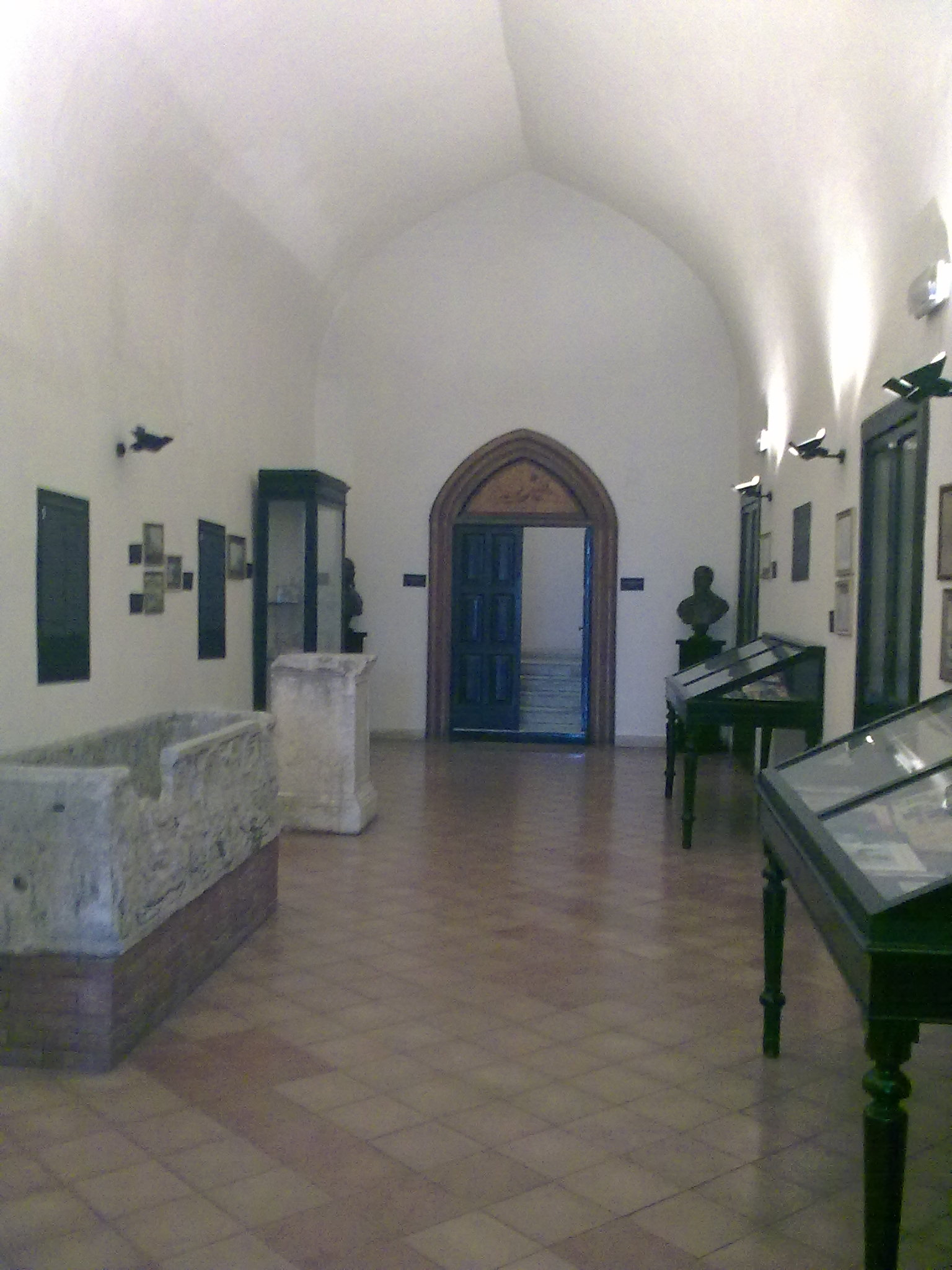
La galleria d'ingresso

Nella galleria di ingresso sono conservati numerosi frammenti di ceramica vietrese rinvenuti lungo la Collina del Parco da alcuni giovani che li hanno poi consegnati al Museo. Le forme e le decorazioni rimandano alla ceramica vietrese di produzione ottocentesca che ha avuto una diffusione sicuramente a livello regionale, nell'ambito del vasellame da cucina. 
Alcune riportano simboli religiosi, quale quello francescano (dato che il convento di Sant'Andrea era di cappuccini), indicato da una croce su un monticello, sicuramente il Golgota, con ai lati le lettere S e F (San Francesco) e dai chiodi del martirio di Cristo infilzati nel terreno. Vi sono inoltre numerose anforette a nastro e lucerne del tipo "cuollomozzo", caratterizzate da un gambo modanato e da due anse ripiegate, mancanti, simili a braccia umane che conferiscono un aspetto antropomorfizzato. Sul becco di queste lucerne ricorre il motivo apotropaico dei due grandi occhi, poiché, nella tradizione popolare, la caduta dell'olio era considerata un cattivo presagio. 
Di un certo rilievo sono "piatti piccioli", inusuali nella tipologia locale e realizzati appositamente per gli equipaggi delle navi, avendo un tipo di fondo che consentiva una presa ferma ai naviganti durante gli ondeggiamenti del mare. Sono decorati da una spirale in manganese che parte dal centro della ciotola ed è coronata esternamente da una linea serpentina e da fasce concentriche gialle e verdi presso l'orlo e sulla tesa.
Presenti anche un esemplare di zuppiera, dall'orlo modanato che permette il suo inserimento sul vassoio e molti piatti da mensa con uguale decorazione sui bordi, caratterizzata da una fascia verde con motivo a reticolato in bruno. Oltre a questi, vi sono piatti con decorazioni particolari, come ad esempio quelli con un teschio con le ossa incrociate sul retro che rimanda alla tradizione religiosa francescana.
Vi sono custoditi, inoltre, dei dipinti del 1979 opera di Baldassarre Fresa, che ritraggono i suoi fratelli, pionieri dell'archeologia nocerina: l'astronomo Alfonso, e don Matteo, il sacerdote. Del 1946 è l'acquerello che riproduce il complesso di Santa Maria Maggiore, che appare ancora libero dall'agglomerato edilizio che negli anni sessanta ha contrassegnato negativamente il territorio.
Il pezzo più interessante è costituito dal sarcofago romano di III secolo, riutilizzato durante il Medioevo. 
Il reperto proviene dal Vescovado di Nocera. Realizzato in marmo bianco e mostra su entrambi i lati lunghi una decorazione, a rilievo sul lato principale, incisa sul retro: sul lato frontale vi sono due nikai alate di profilo (simbolo della vittoria sulla morte) che convergono verso il centro per sorreggere un clipeo che dovrebbe rappresentare l'immagine del defunto/a di cui non rimane quasi nulla. Al di sotto del clipeo vi sono due esseri con la testa di cavallo e il corpo pisciforme, ossia i cavalli di Poseidone che vivono nel mondo sottomarino, come suggeriscono le onde stilizzate sotto di essi. Questa doppia identità indica l'appartenenza ai due mondi, terrestre e marino. 
Alle estremità vi sono due figure alate stanti, ciascuna rivolta verso l'esterno, in posizione di riposo come indicato dai piedi che sono la parte meglio conservata. 
Sul retro invece vi è un'iscrizione resa con la tecnica del solco triangolare in caratteri tardi di tipo capitale. 
Essa è inquadrata superiormente da racemi di vite con grappoli e foglie resi a trapano e lateralmente da due candelabri accesi; si dispone su tre righi continui, interrotti al centro da una grande croce gemmata, sormontata da una piccola colomba. La scritta allude alla preghiera quale viatico per la salvezza eterna ed esprime in una forma più autonoma ed originale il rapporto personale tra anima e Dio, che sarà propria dell'alto medioevo. Il sarcofago deve essere stato riutilizzato in età tardoantica (fine del VI secolo d.C.) : il lato che prima costituiva il retro, è divenuto quello principale.
Dal 2019 vi sono state locate anche le opere provenienti dalla sala della congiura: si ascrivono al VI-V secolo a.C. un'hydria decorata da motivi geometrici fitomorfi. 
Un cratere a campana a figure rosse che rappresenta su un lato, tre figure e un bue e sull'altro tre giovani ammantati. Entrambe le scene sono incorniciate rispettivamente sopra e sotto da motivi a ramo di ulivo e a meandro. Esso presenta numerose grappe di restauro in ferro. Un cratere a calice a figure rosse che presenta da un lato, sullo sfondo di un paesaggio agreste, viene rappresentata una strana scena con a destra una colonna e una ariete, a sinistra, una donna che procede con le braccia sollevate, portando una corona e un drappo e, a destra della colonna una donna seduta che osserva attentamente un giovane dinanzi a lei, vestito di una clamide che gli svolazza alle spalle e reggente due lance; sull'altro lato è rappresentato, al centro, un tripode su un altare, decorato da una metopa che inquadra un satiro in corsa e affiancato da due giovani, recanti rispettivamente un tirso (bastone attribuito a Dioniso) e uno scettro. La prima figurazione alluderebbe ad una scena sacrificale, mentre l'altare e il tripode nella seconda, dovrebbero rappresentare un monumento coregico, cioè un'opera eretta in onore dei coreghi, patroni degli spettacoli teatrali. Una lekythos "Pagenstecker", un vaso dal collo allungato e sottile che ha un fondo chiaro con piede e orlo delineati da fasce nere e ventre scandito in fasce decorate da motivi geometrici e vegetali.
Tra i reperti più interessanti sono degni di nota l'oinochoe con l'iscrizione in Alfabeto nucerino conservato nell'ultima sala insieme ai reperti che costituivano i corredi della necropoli di Pareti di Nocera Superiore.
Presenti, infine, alcune riproduzioni di monete nucerine di IV secolo a.C.

### Vano lapidario
La scalinata che porta alle sale successive funge da lapidarium. 
Tra ceppi e capitelli in tufo grigio di Nocera interessante la presenza di una scultura della Pudicitia. La statua, realizzata in tufo, è stata ritrovata in località Lavorate di Sarno nel marzo del 1965 e risulta acefala e panneggiata. Presenta analogie con la scultura funeraria di età tardo-repubblicana e augustea e dovrebbe quindi appartenere al tipo della cosiddetta Pudicitia, usato per statue femminili iconiche e rilievi funerari. 

### Vano delle Antichità di Angri e Scafati
Il vano noto come Antichità di Angri e di Scafati conserva la Collezione Bove, composta da reperti di età ellenistica e romana. Donata da Andrea Bove nel 1993, contiene alcuni esemplari di ceramica daunia, vasi di tipo Gnathia (attuale Egnazia in provincia di Brindisi), risalenti al IV secolo a.C.; vasi a vernice nera (piatto, guttus, skyphos e coppetta su alto piede) e un cratere a campana a figure rosse, appartenente alla classe degli head vases, raffigura su un lato, un Erote e sull'altro, una testa femminile di profilo: il volto di donna, sia di profilo che di prospetto, è un tema iconografico molto diffuso in Italia Meridionale tra IV secolo a.C. e III secolo a.C.
Fanno parte del gruppo numerose lucerne "a becco tondo" di età imperiale romana.
La restante e più cospicua parte della collezione è costituita da un gruppo di statuette fittili raffiguranti divinità o eroi del mondo pagano (Mercurio, dio delle invenzioni, del commercio, delle strade, con caduceo e copricapo con le alette, suoi tipici attributi; Bacco, dio del vino, della gioia, del benessere fisico, coronato di pampini con tigre e Sileno; Minerva, dea della guerra e dell'intelligenza, con lancia, patera ed egida; Venere, dea dell'amore e della bellezza, con panneggio che la copre dai fianchi in giù, affiancata da un delfino cavalcato da un putto; Bes, divinità originaria del pantheion egiziano, protettore contro gli spiriti maligni, raffigurato come un nano panciuto; Ercole, eroe noto per le sue 12 fatiche, con la leontè e la clava). Oltre ad essi sono presenti tre statuette che rappresentano coppie di amanti semisdraiati su una kline, di cui una ha dinanzi alla kline una trapeza tonda su tre piedi sagomati, chiara allusione al banchetto.
Gli affreschi si datano al I secolo. Provengono da una villa romana scoperta a Scafati nel 1960 (via Martiri d'Ungheria). Si tratta di otto pannelli dipinti, nel cosiddetto III stile pompeiano: vi sono rappresentate figure di donne, rese in giallo su fondo nero, in posizione stante, quasi tutte poggianti su girali, con la mano destra che regge la veste e la sinistra piegata a sostenere la patera, piatto legato alle cerimonie sacrificali.
Vi si conservano, inoltre, una serie di steli funerarie datate intorno al I secolo.
La prima è una stele a edicola in tufo nocerino, proveniente forse da Scafati. L'edicola è incorniciata su fronte e retro da due pilastri con capitelli di tipo corinzio, mentre sul piccolo frontone sono rappresentate due colombe, simbolo di Afrodite, nell'atto di abbeverarsi ad una sorta di vasca, motivo che viene ripreso dal soggetto dell'emblema del mosaico creato da Sosos di Pergamo (II secolo a.C.), conosciuto tramite riproduzioni e imitazioni che hanno larga diffusione dal I secolo a.C. all'età imperiale. In basso, invece, è rappresentato un cinghialetto sembra arrampicarsi alla base sulla quale è rappresentato a figura intera il defunto togato: è un chiaro riferimento all'iconografia ellenistica e in particolare, rimanda alla famosa fatica di Eracle che uccide il cinghiale Erimanto e all'impresa di Meleagro, protagonista della caccia al cinghiale calidonio.
Sulla parte superiore della cornice vi è un'iscrizione che rimanda chiaramente all'identità del defunto, uomo libero, probabilmente di rango senatorio.
Segue una stele di provenienza dubbia. Si tratta di un parallelepipedo, sul quale appare in bassorilievo la figura a mezzo busto della defunta di cui si sono conservate solo le caratteristiche orecchie "a vela". La testa, profondamente abrasa, acquista maggior rilievo inserendosi nell'incavo semisferico retrostante, che assume la funzione ridotta di nicchia delle stele ad edicola. Al di sotto di esso rimane una scritta, EGNATIA APAL, un nominativo che identifica il defunto. Il segnacolo è privo di tutta la parte inferiore sinistra.
La successiva è stata ritrovata nel 1959 ad Angri, in località Satriano, sulla strada provinciale Nocera-Castellammare (sebbene sia attribuita a Scafati). La figura in altorilievo si inserisce in una nicchia e appare voltata: è una donna che con la mano destra stringe un grappolo d'uva, mentre con l'altra sorregge il lembo della veste ricolma di frutta. Per la mancanza di un'iscrizione che possa connotare la donna e la presenza di attributi particolari e allusivi e di tratti somatici stilizzati, si è ipotizzata un'allusione alla Iuno, cioè alla forza vitale della defunta, piuttosto che una rappresentazione realistica della medesima.
L'ultima stele è stata ritrovata ad Angri nel 1936, durante un intervento alla rete fognaria. Si tratta di un piccolo monumento a edicola in tufo grigio, con un busto di uomo togato (defunto) ad altorilievo, che l'iscrizione, nella parte superiore della cornice, indica come Gemel(l) us, denominazione piuttosto frequente fra gli uomini liberi. In questo caso tuttavia, dovrebbe trattarsi di un uomo di condizione servile per la mancanza di altre connotazioni toponomastiche. Il modellato, non di grande qualità, è vivacizzato nella resa della mano destra del defunto che stringe il balteus, ossia la cintura militare propria dei soldati romani.
Adiacente a questa è una saletta che contiene un cippo miliario datato al 120-121. L'opera proviene da Angri, più precisamente dal quadrivio via Murelle-via Adriana, dove è stata rinvenuta durante uno scavo per le fogne della città agli inizi degli anni cinquanta. Esso fa riferimento al restauro della via che collegava Nuceria a Stabiae, realizzato nel 121 d.C. dall'imperatore Adriano. Esso presenta un'iscrizione all'interno di un riquadro doppiamente modanato, che inquadrare il monumento nell'epoca della tribunizia potestas.

### Vano delle Antichità di San Marzano sul Sarno

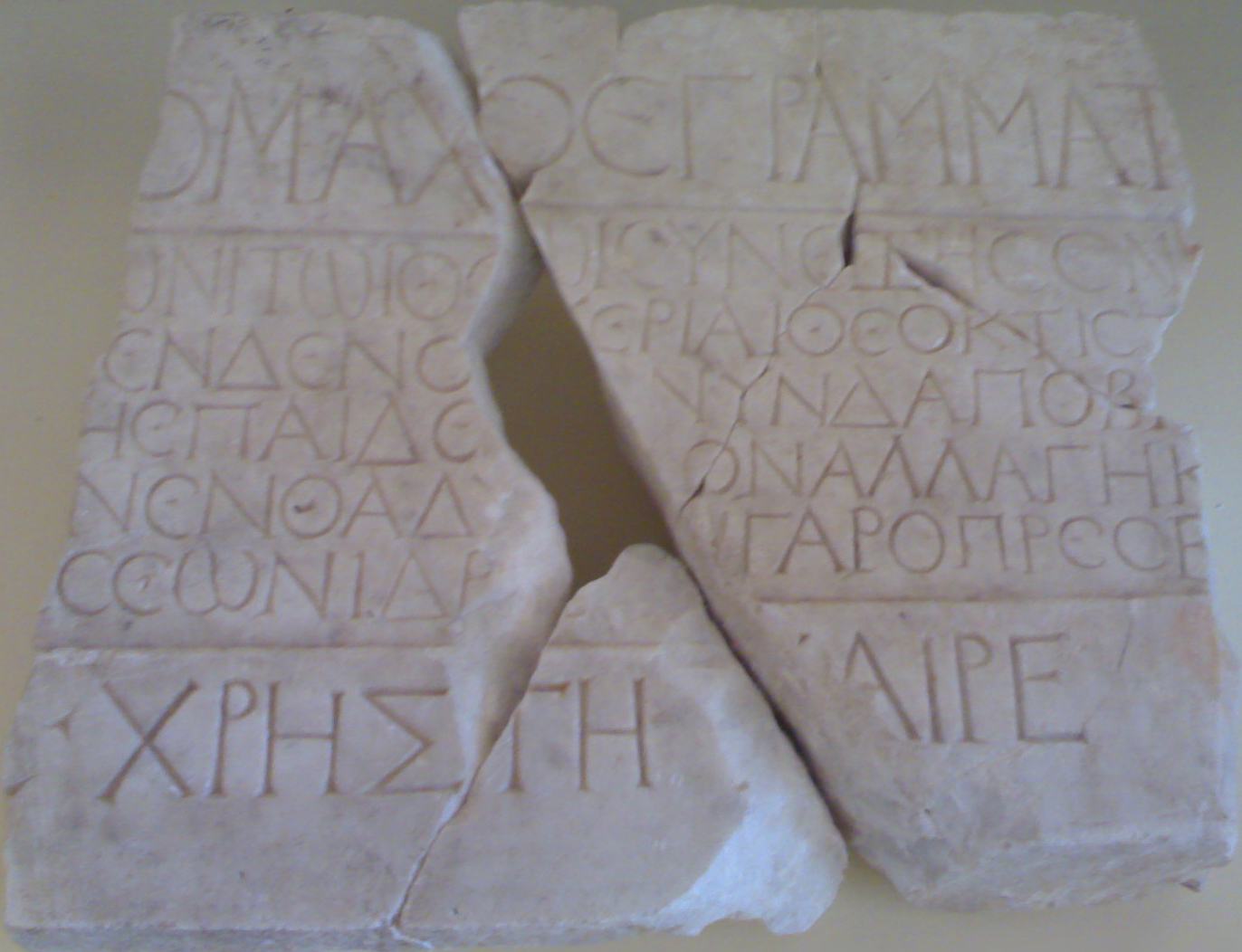
Lapide con iscrizione greca ΘΕΟΚΤΙCT/OC/ (fondata da un dio)

Dai lavori di restauro sono emersi, al di sotto di questa sala, gli antichi scolatoi del convento, i sedili nei quali i monaci ponevano i confratelli morti in attesa che perdessero i liquidi.

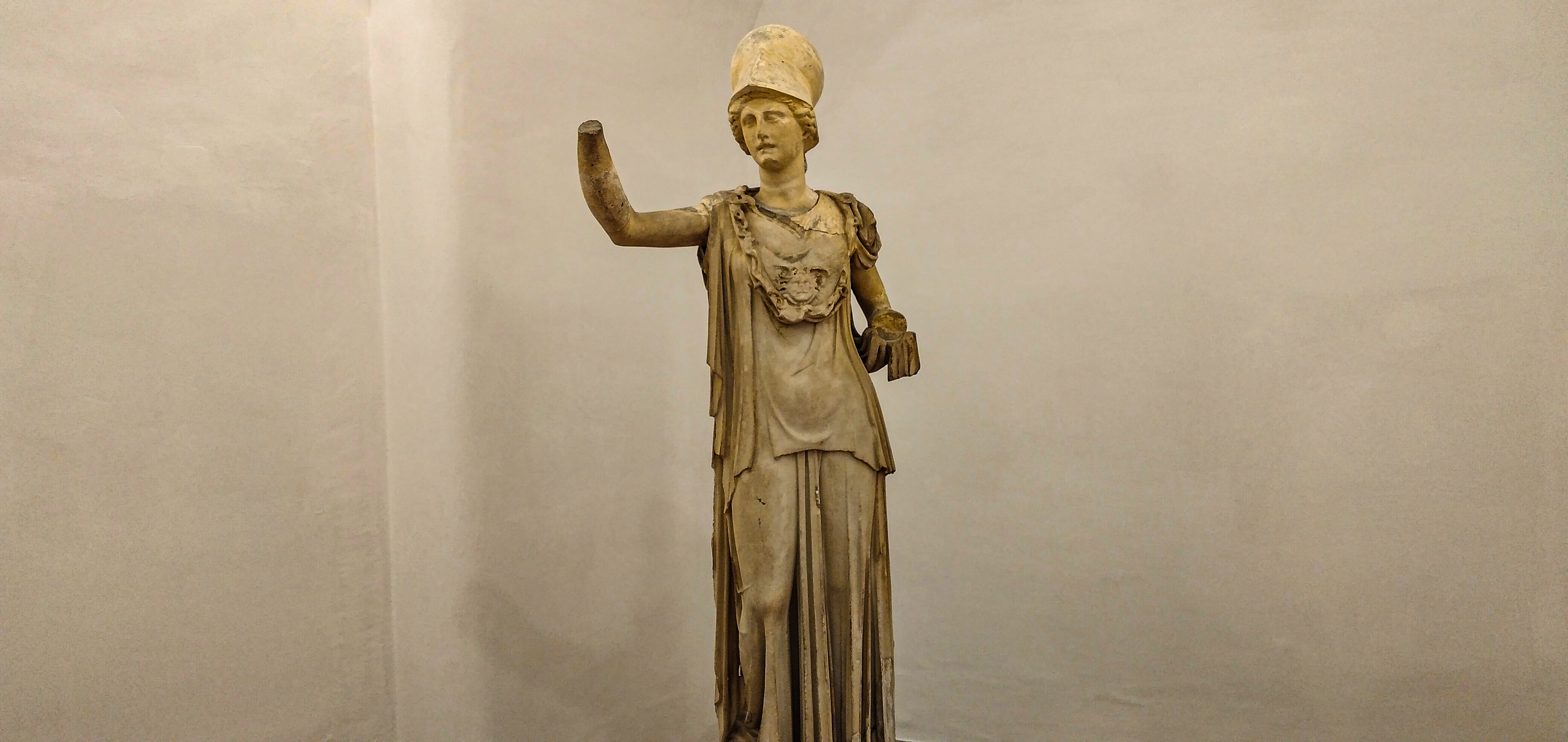
Statua di Athena promachos

Qui sono presenti anche reperti vascolari e bronzei pertinenti alla Cultura delle tombe a fosse della valle del Sarno.
Si data al I secolo l'Athena promachos (combattente). La statua è stata rinvenuta nel 1958 presso il teatro ellenistico-romano di Pareti, a Nocera Superiore, in un'esedra addossata al muro di fortificazione. Essa ha ricevuto un cattivo restauro da parte della soprintendenza per recuperare l'elmo e parte del braccio destro, cosa che ne ha alterato le proporzioni. Si erge su una base quadrangolare, sulla quale è presente un'iscrizione, che permette di ipotizzare che sia stata donata ai nocerini da Marius Salvius Otho, secondo marito di Poppea Sabina (poi andata in sposa a Nerone). La dea è rappresentata come combattente (promachos) con l'elmo e l'egida, il famoso scudo di pelle di capra con al centro la testa di Medusa. 
Essa è in posizione statica, ha la mano destra sollevata a reggere la lancia, il braccio sinistro piegato per sostenere lo scudo, la gamba destra leggermente spostata dietro e lateralmente e quella sinistra, portante, coperta completamente dal peplo, ad eccezione delle dita del piede. Si tratta di una copia di età romana che riprende modelli greci della cerchia fidiaca del V secolo a.C. Nonostante non vi sia alcuna innovazione dal punto di vista iconografico, statue come questa sono importanti perché permettono di risalire al modello antico e di ricostruire modi e stili della società romana.

### Sala della Congiura

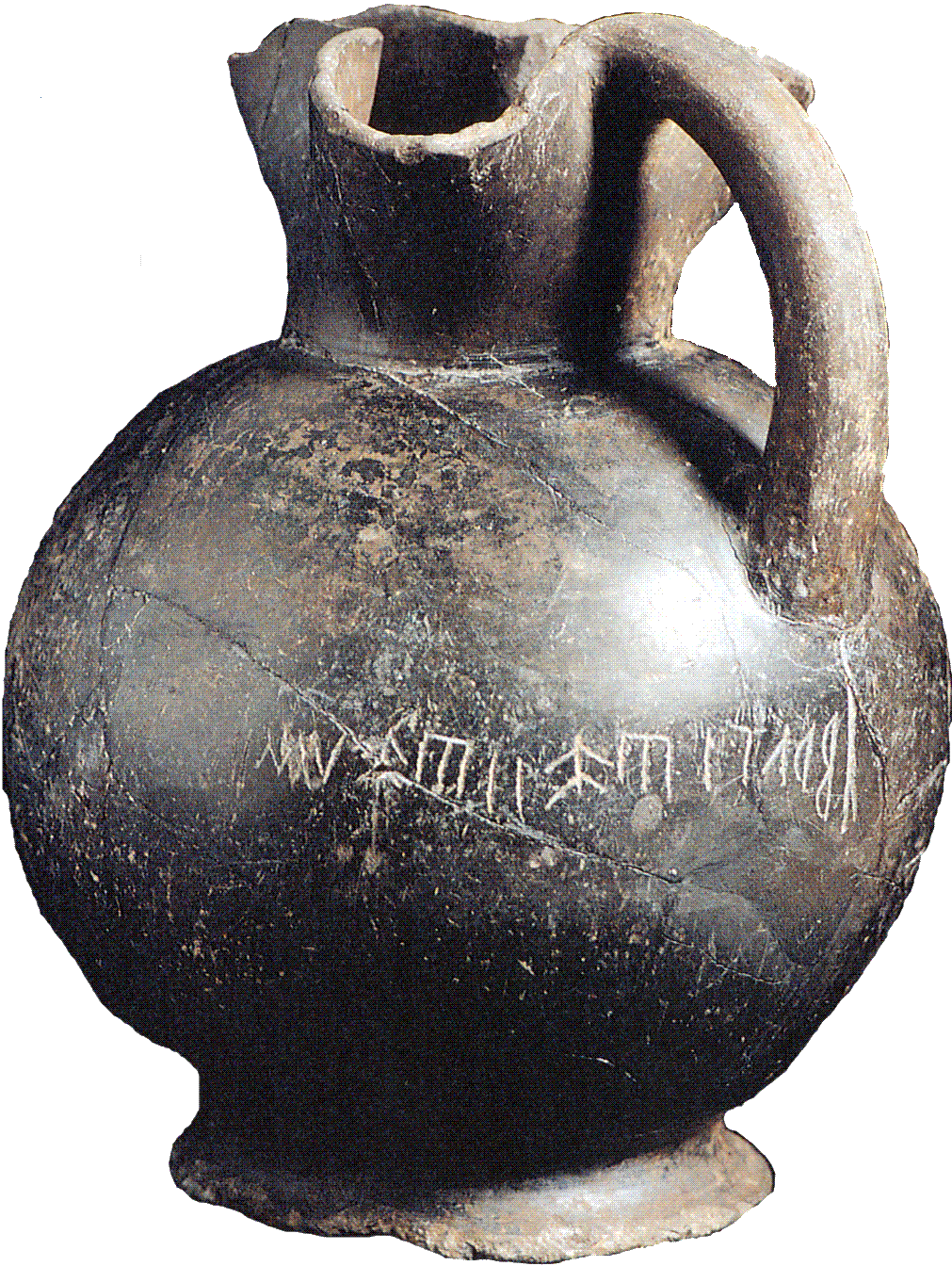
L'oinochoe con iscrizione in alfabeto nucerino.

In questa sala, ornata da affreschi sul soffitto, si sarebbe tenuta, nel 1385 la congiura dei cardinali contro il papa Urbano VI.
Dal 2019, per volere della Sopraintendenza, vengono posti nella sala alcuni dipinti provenienti dalla vicina pinacoteca, in previsione del trasferimento della stessa nel museo. Di grande rilievo sono lo Sposalizio mistico di Santa Caterina ad opera di Andrea Sabatini ed una copia della Madonna d'Alba.
La sala ospita una piccola collezione epigrafica tra cui spicca un'iscrizione funeraria in alfabeto greco che cita un "maestro di grammatica greco" che ha vissuto nella città di Nuceria, definita: ΘΕΟΚΤΙCT/OC/ "fondata da un dio".
Vi sono conservate anche due tegole con iscrizioni in osco.
Presente anche un accenno ad una comunità ebraica presente in città nel IV secolo.